# طویبه شیخ حاتم
طویبه شیخ حاتم، روستایی در دهستان جهاد بخش گمبوعه شهرستان حمیدیه در استان خوزستان ایران است.

## جمعیت
بر پایه سرشماری عمومی نفوس و مسکن در سال ۱۳۹۵، جمعیت این روستا برابر با ۲۰۰ نفر (۴۶ خانوار) بوده است.